# Polska Superliga i handboll för herrar
Polska Superliga i handboll för herrar (känd som ORLEN Superliga på grund av sponsoravtal) är den högsta divisionen i handboll i Polen för klubblag på herrsidan. Den spelades första gången 1956/1957.

## Polska mästare
- 1957 : Sparta Katowice (1)
- 1958 : Śląsk Wrocław (1)
- 1959 : Sparta Katowice (2)
- 1960 : Sparta Katowice (3)
- 1961 : Śląsk Wrocław (2)
- 1962 : Śląsk Wrocław (3)
- 1963 : Śląsk Wrocław (4)
- 1964 : AZS Katowice (1)
- 1965 : Śląsk Wrocław (5)
- 1966 : Wybrzeże Gdańsk (1)
- 1967 : Śląsk Wrocław (6)
- 1968 : Spójnia Gdańsk (1)
- 1969 : Spójnia Gdańsk (2)
- 1970 : Spójnia Gdańsk (3)
- 1971 : Grunwald Poznań (1)
- 1972 : Śląsk Wrocław (7)
- 1973 : Śląsk Wrocław (8)
- 1974 : Śląsk Wrocław (9)
- 1975 : Śląsk Wrocław (10)
- 1976 : Śląsk Wrocław (11)
- 1977 : Śląsk Wrocław (12)
- 1978 : Śląsk Wrocław (13)
- 1979 : Hutnik Kraków (1)
- 1980 : Hutnik Kraków (2)
- 1981 : Hutnik Kraków (3)
- 1982 : Hutnik Kraków (14)
- 1983 : Anilana Łódź (1)
- 1984 : Wybrzeże Gdańsk (2)
- 1985 : Wybrzeże Gdańsk (3)
- 1986 : Wybrzeże Gdańsk (4)
- 1987 : Wybrzeże Gdańsk (5)
- 1988 : Wybrzeże Gdańsk (6)
- 1989 : Pogoń Zabrze(1)
- 1990 : Pogoń Zabrze (2)
- 1991 : Wybrzeże Gdańsk (7)
- 1992 : Wybrzeże Gdańsk (8)
- 1993 : Iskra Kielce (1)
- 1994 : Iskra Kielce (2)
- 1995 : Petrochemia Płock (1)
- 1996 : Iskra Kielce (3)
- 1997 : Śląsk Wrocław (15)
- 1998 : Iskra Kielce (4)
- 1999 : Iskra Kielce (5)
- 2000 : Wybrzeże Gdańsk (9)
- 2001 : Wybrzeże Gdańsk (10)
- 2002 : Orlen Płock (2)
- 2003 : Vive Kielce (6)
- 2004 : Wisła Płock (3)
- 2005 : Wisła Płock (4)
- 2006 : Wisła Płock (5)
- 2007 : Zagłębie Lubin (1)
- 2008 : Wisła Płock (6)
- 2009 : Vive Kielce (7)
- 2010 : Vive Targi Kielce (8)
- 2011 : Wisła Płock (7)
- 2012 : Vive Targi Kielce (9)
- 2013 : Vive Targi Kielce (10)
- 2014 : Vive Targi Kielce (11)
- 2015 : Vive Tauron Kielce (12)
- 2016 : Vive Tauron Kielce (13)
- 2017 : Vive Tauron Kielce (14)
- 2018 : PGE Vive Kielce (15)
- 2019 : PGE Vive Kielce (16)
- 2020 : PGE Vive Kielce (17)
- 2021 : Łomża Vive Kielce (18)
- 2022 : Łomża Vive Kielce (19)
- 2023 : Barlinek Industria Kielce (20)
- 2024 : Wisła Płock (8)